# Центури
Центури (фр. Centuri) насеље је и општина у Француској у региону Корзика, у департману Горња Корзика која припада префектури Бастија.
По подацима из 2011. године у општини је живело 216 становника, а густина насељености је износила 26,02 становника/km². Општина се простире на површини од 8,3 km². Налази се на средњој надморској висини од 150 метара (максималној 562 m, а минималној 0 m).

## Демографија
| 1962. | 1968. | 1975. | 1982. | 1990. | 1999. | 2011. |
| ----- | ----- | ----- | ----- | ----- | ----- | ----- |
| 257   | 257   | 243   | 195   | 201   | 229   | 216   |

График промене броја становника у току последњих година